# Mujer con una cesta de judías
Mujer con una cesta de judías en un huerto es una pintura al óleo de Pieter de Hooch datada en 1651, pero es más probable que 1661 sea el año de origen. La imagen de 69,7 centímetros de alto y 58,7 centímetros de ancho muestra a una criada o casera recolectando en el jardín. Hoy pertenece a la colección del Museo de Arte de Basilea.

## Descripción de la imagen
El cuadro Mujer con un cesto de judías en un huerto muestra una escena en un jardín en verano. Ella está de pie en el borde derecho de la imagen sobre un trozo de hierba entremezclado con malas hierbas. En sus manos sostiene una cesta con judías que debe haber recogido de las matas detrás de ella. Su ropa sencilla indica su posición como sirvienta, pero los pendientes de perlas que usa también podrían indicar su estatus como la señora de la casa. En el fondo de la imagen también hay un hombre bien vestido.
A la izquierda hay una casa con vides silvestres colgando de su pared de ladrillos. La fachada está interrumpida por finas pilastras de piedra natural, pequeñas ventanas con contraventanas rojas y una puerta con marquesina al fondo. En la contraventana en primer plano hay un retrato de busto de un noble que luce la Orden del Toisón de Oro. Esta figura fue posteriormente cubierta y solo reapareció durante una limpieza y restauración hacia 1920. Bajo la pared de la casa hay parterres con flores y plantas ornamentales. Un suelo de adoquines separa el jardín de la casa. El hastial escalonado de otra casa se puede ver detrás de la cerca al fondo. Buena parte de la imagen está ocupada por el cielo diáfano, donde solo se ve una nube.
Pieter de Hooch fue particularmente cuidadoso al construir la perspectiva. Las líneas de fuga corren hacia un pequeño agujero a la derecha del centro de la imagen. La imagen es precisa en la reproducción de las plantas y la arquitectura, que se muestran en detalle. Está dominada por tonos rojos y verdes, en diferentes tonalidades.

## Datación
La fecha en el cuadro es 1651. Sin embargo, es posible que otra persona la haya añadido más tarde. Esto se ve respaldado por el hecho de que De Hooch todavía pintaba escenas de tabernas con soldados alrededor de 1651. Además, en ese momento, Pieter de Hooch todavía tenía una pincelada muy suelta. Esto sugiere que Mujer con una cesta de judías en el huerto se pintó realmente alrededor de 1660, en la época en que se mudó a Ámsterdam.

## Procedencia
Durante mucho tiempo, la obra estuvo en una colección inglesa. Se vendió antes de 1912 y, posteriormente, se volvió a vender varias veces en rápida sucesión, incluso dos veces a través del marchante de arte Duveen en París. Finalmente, fue donada al Museo de Arte de Basilea por Max Geldner en 1958.